# Бреда

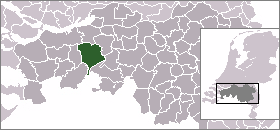
Расположение общины Бреда на карте Нидерландов

Бреда́ (нидерл. Breda, МФА: [breˈdaː]) — город и община в Нидерландах, в провинции Северный Брабант с населением 170 491 жителей (на 2007 год).

## История
Город Бреда был основан в X веке при слиянии судоходных рек Марк и Аа. В XI веке был феодом Священной Римской Империи. Первым сюзереном Бреды, чьё имя дошло до наших дней, был Генрих Брунесхаймский (1080—1125). В 1252 году Бреда получила права города, после чего получила возможность строить укрепления, и Бреду окружила крепостная стена.
В 1327 году Аделхейд Гаверенско-Бредская продала Бреду герцогу Брабанта Жану III. В 1350 году город был перепродан Яну II Вассенарскому, который умер в 1377 году. В 1403 году его наследница Йоханна ван Поланен (1392—1445) вышла замуж за Энгельберта I Нассауского. Таким образом Бреда стала владением Нассауского дома и оставалась в таком статусе до 1795 года.
Когда Бреда стала резиденцией Оранско-Нассауской династии, то это привлекло в город других дворян, построивших свои резиденции в старых кварталах. В 1534 году Генрих III (граф Нассау-Бреды) перестроил городские укрепления. В 1534 году огромный пожар уничтожил 90 % города, включая церкви, капеллы и ратушу; осталось только около 150 домов и главная церковь.
Во время Восьмидесятилетней войны Бреда была в 1581 году взята неожиданным ударом фламандско-испанских войск, которыми командовал Клод де Берлемон. Войска выместили свою ярость на жителях города, убив около 500 человек. В 1590 году город был взят Морицем Нассауским, 68 пикинёров которого пробрались в город водным путём, прячась под грузом торфа, в ходе осады Бреды. В 1625 году, после десятимесячной осады город сдался испанцам под командованием Спинолы, что было запечатлено Веласкесом в его знаменитом шедевре. В 1637 году после четырёхмесячной осады Бреда была взята Фредериком-Генрихом Оранским, и в 1648 году, по Вестфальскому миру, окончательно отошла Республике Соединённых провинций.
Английский король Карл II провёл в Бреде большую часть своего изгнания во времена кромвелевских Республики и Протектората, так как его сестра Мария была вдовой Вильгельма II. В 1660 году в Бредской декларации Карл II изложил условия своего возвращения в Англию.
В 1667 году в Бреде было подписано Бредское соглашение, положившее конец Второй англо-голландской войне. В 1746—1748 годах здесь проходил Бредский конгресс, на котором английские и французские дипломаты пытались положить конец войне за австрийское наследство.
В 1795 году в Бреду вошли французские войска, принёсшие с собой идеи Французской революции. Новая власть ликвидировала старые сословия; в частности, ушло в историю баронство Бреда. 9 декабря 1813 года во время кампании 1813 года крепость Бреда была взята отрядом русского генерал-майора Бенкендорфа.

## Состав общины
Помимо собственно города Бреда, в состав общины Бреда входят также деревни Принсенбек, Бавел, Тетеринген, Улвенхаут и Эффен.

## Спорт
В городе базируются:
- профессиональный футбольный клуб НАК Бреда, выступающий в высшем дивизионе чемпионата Нидерландов;
- профессиональный клуб по кикбоксингу и ММА — Golden Glory.

## Галерея

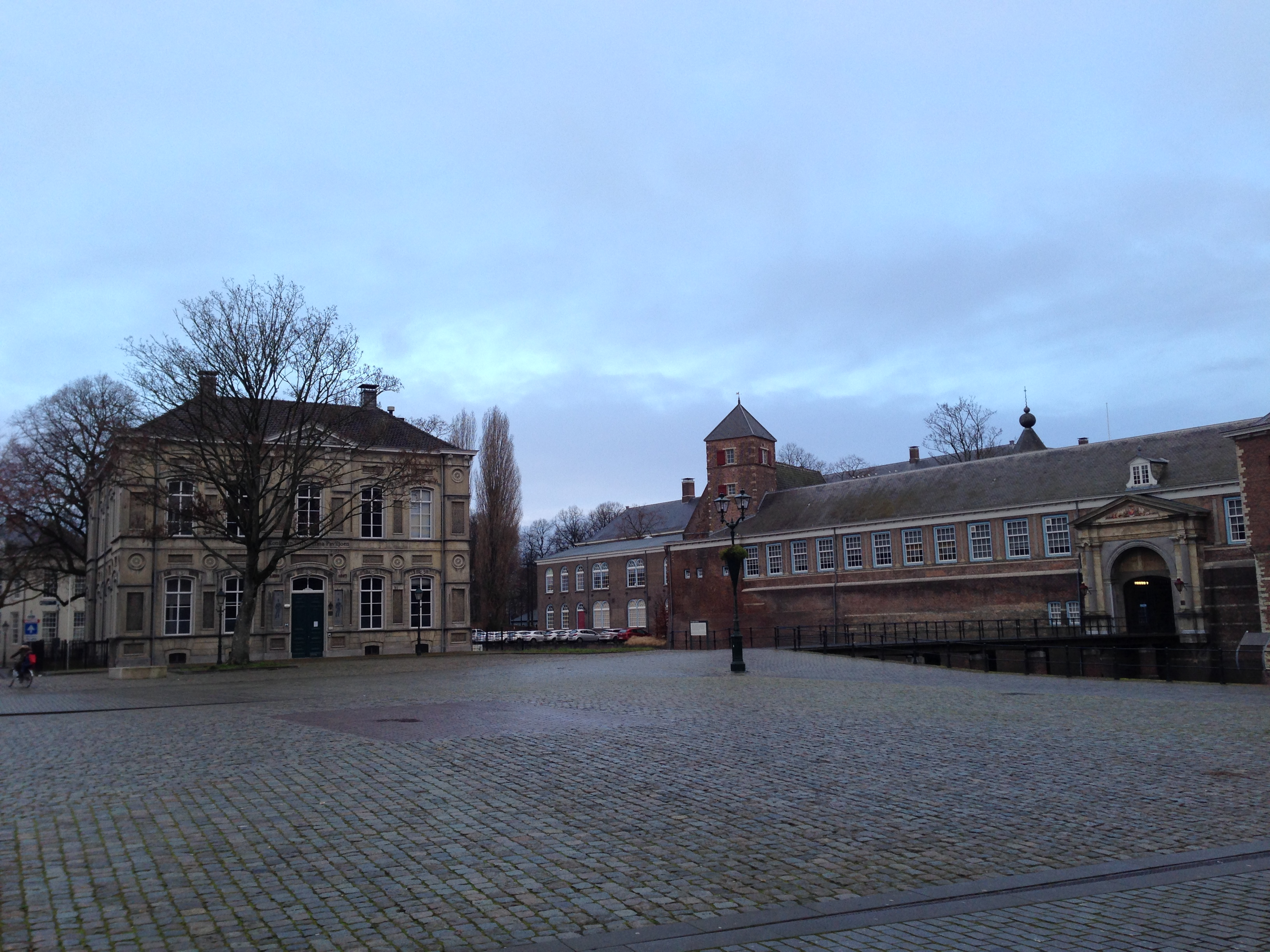
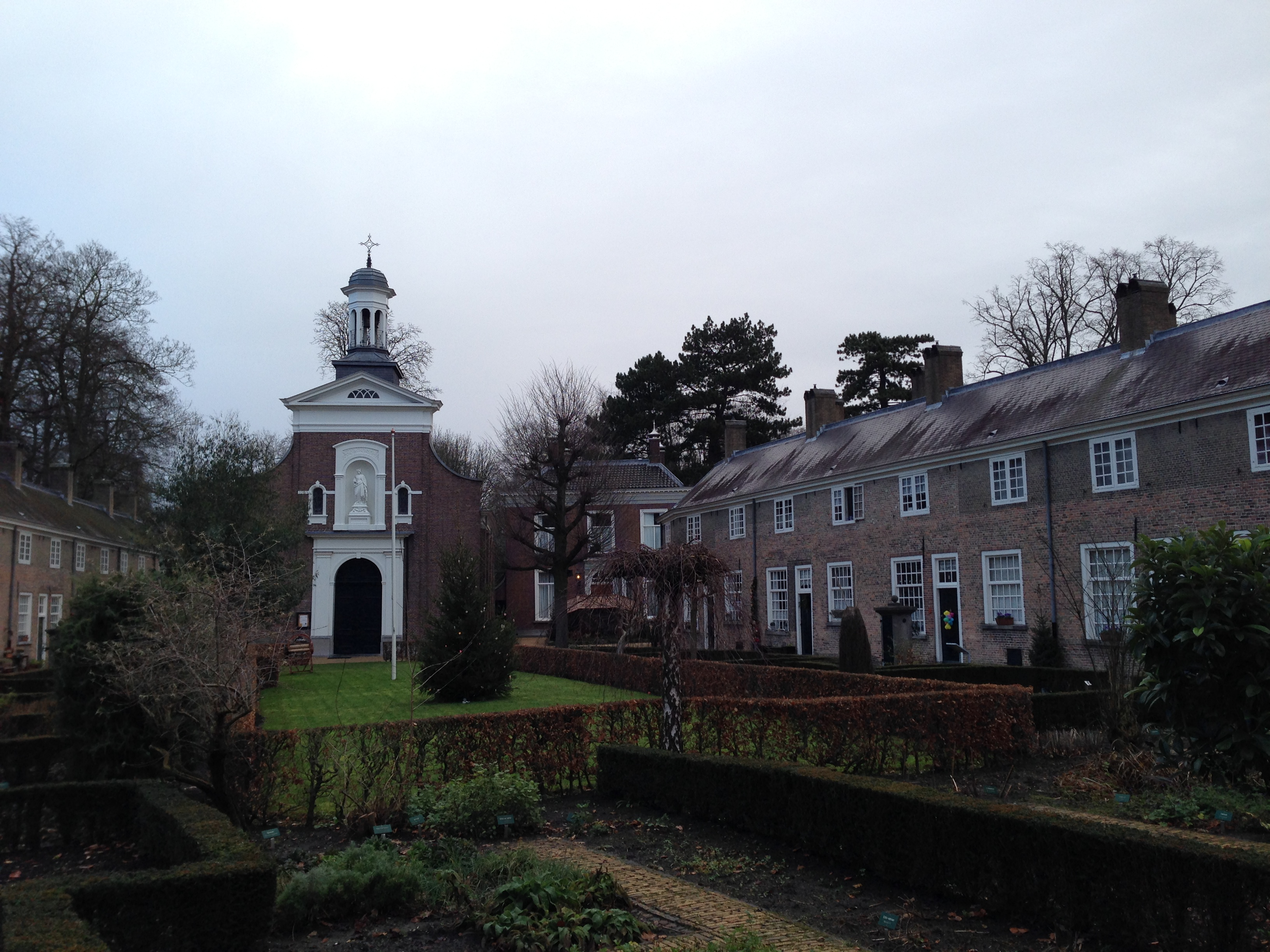
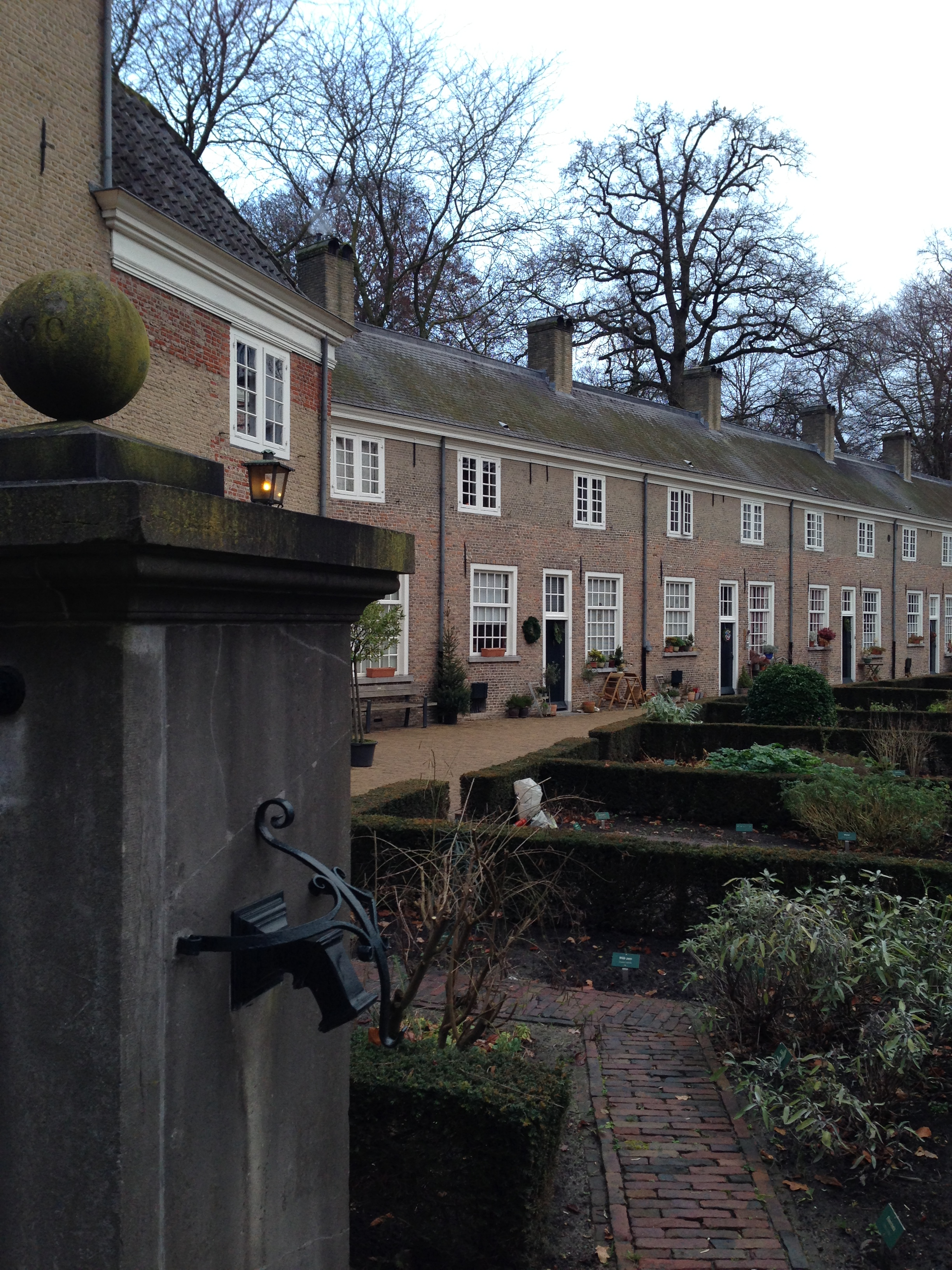
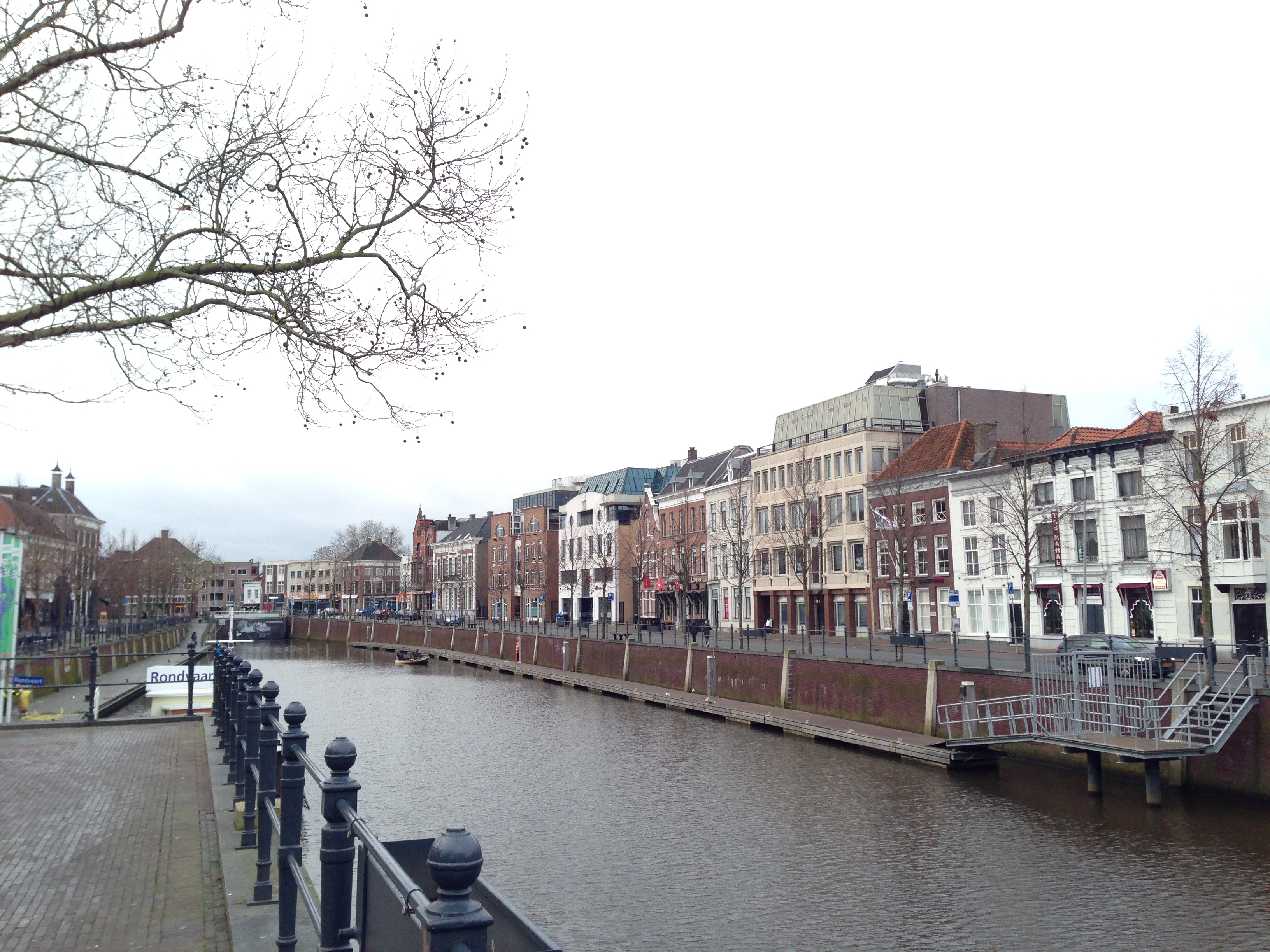
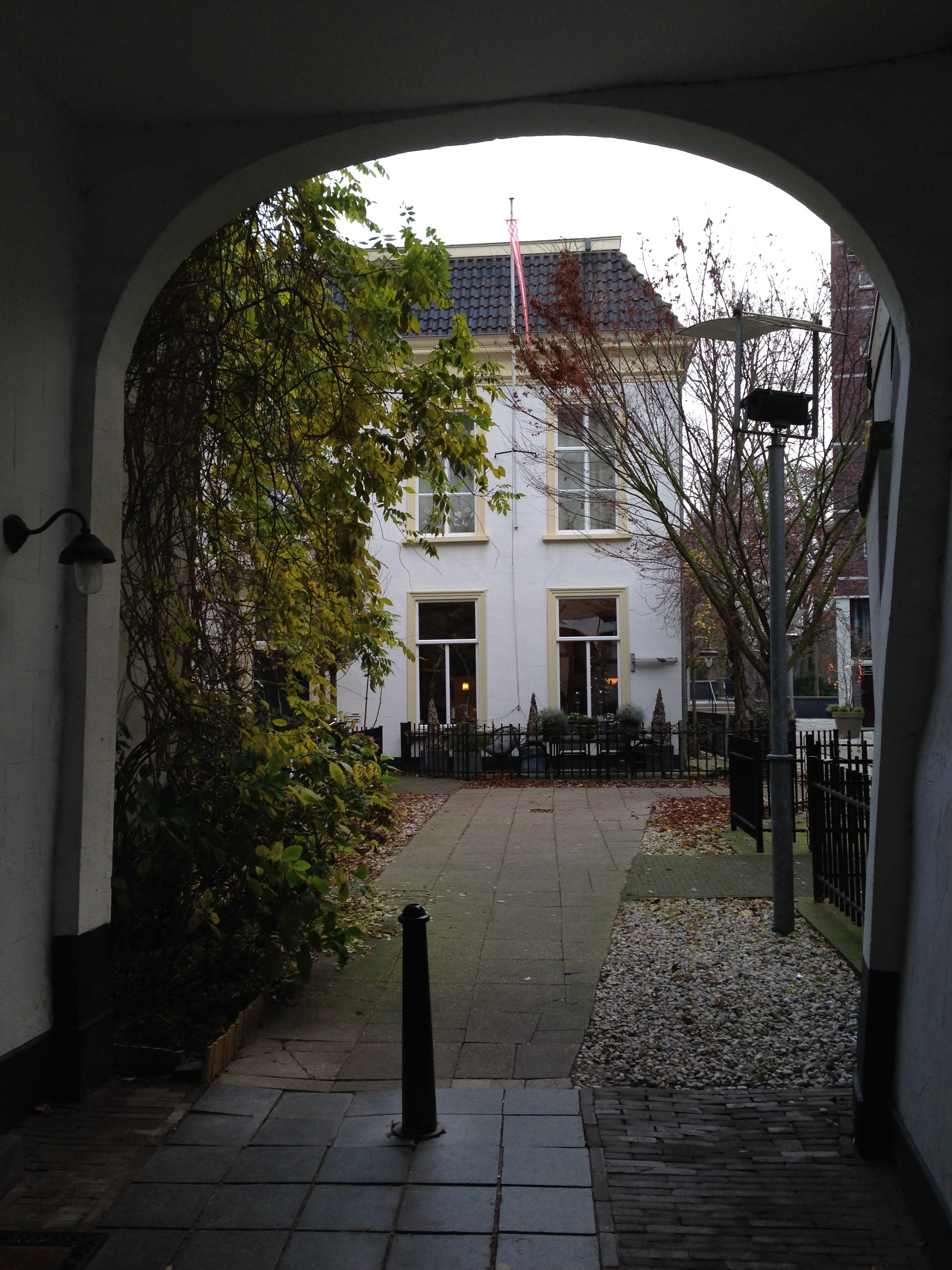